# Resolute Bay
Resolute Bay oder Resolute (Inuktitut: ᖃᐅᓱᐃᑦᑐᖅ, transkribiert: Qausuittuq) ist nach Grise Fiord die zweitnördlichste Gemeinde des Territoriums Nunavut, Baffin-Region, und hat ca. 200 Einwohner. An der Südküste der Cornwallis-Insel gelegen ist Resolute in zwei Teile getrennt – die Inuit-Siedlung im Ostteil und den „technischen“ Teil im Westen. Resolute verfügt über eine gut ausgebaute, auch für Strahlflugzeuge geeignete Landepiste und fungiert als Ausgangspunkt für jede Art Reisen in die „Hohe Arktis“. Die Gegend um die Cornwallis-Insel spielte in der Geschichte der Suche nach einer Nordwestpassage eine bedeutende Rolle, und so erinnert der Name Resolute an eines der Schiffe, die an der Suche nach der missglückten Franklin-Expedition beteiligt waren und hier von ihrer Besatzung aufgegeben wurde. Der Inuktitut-Name der Siedlung lautet Qausuittuq, „Ort ohne Dämmerung“.

## Geschichte
Die Cornwallis-Insel war bereits in der Zeit der Thule-Kultur Siedlungsgebiet, dann aber wurde die Insel in der Kleine Eiszeit genannten Kälteperiode zwischen 1550 und 1850 wegen Unwirtlichkeit verlassen. Der erste Europäer, der hierher kam, war vermutlich William Edward Parry im Jahr 1819. 1845/46 berührte die John-Franklin-Expedition die Insel. Auf der Suche nach dem verschollenen John Franklin kamen in der Folgezeit eine ganze Reihe von Expeditionsschiffen hier vorbei.
Als die Arktis nach dem Zweiten Weltkrieg wachsendes strategisches Interesse gewann, wurde 1947 auf der Cornwallis-Insel eine Wetterstation errichtet und eine auch für größere Transportflugzeuge geeignete militärische Landebahn angelegt. Seit den 1950er Jahren wird in der Nähe der Landebahn auch eine arktische Forschungsstation des Polar Continental Shelf Project mit den Themen Glaziologie und Klimaveränderung unterhalten. Zwischen 1966 und 1971 startete das National Research Council of Canada hier suborbitale Forschungsraketen; es wurden insgesamt 17 Raketen der Typen Black Brant (12) und Boosted Arcas (5) abgefeuert.
1953 versetzte die kanadische Bundesregierung neun Inuit-Familien aus den Gemeinden Inukjuaq in Nord-Québec und Pond Inlet an der Nordküste der Baffin-Insel nach Resolute Bay, eine noch immer sehr umstrittene Aktion (vgl. hierzu auch Grise Fiord). Anfang der 1960er Jahre etablierte die Regierung eine Schule und führte ein Wohnprogramm ein. 1975 wurde die anfangs an einem für Wohnzwecke wenig geeigneten Platz errichtete Siedlung an eine günstigere Stelle verlegt, dem heutigen Standort der Inuit-Gemeinde.

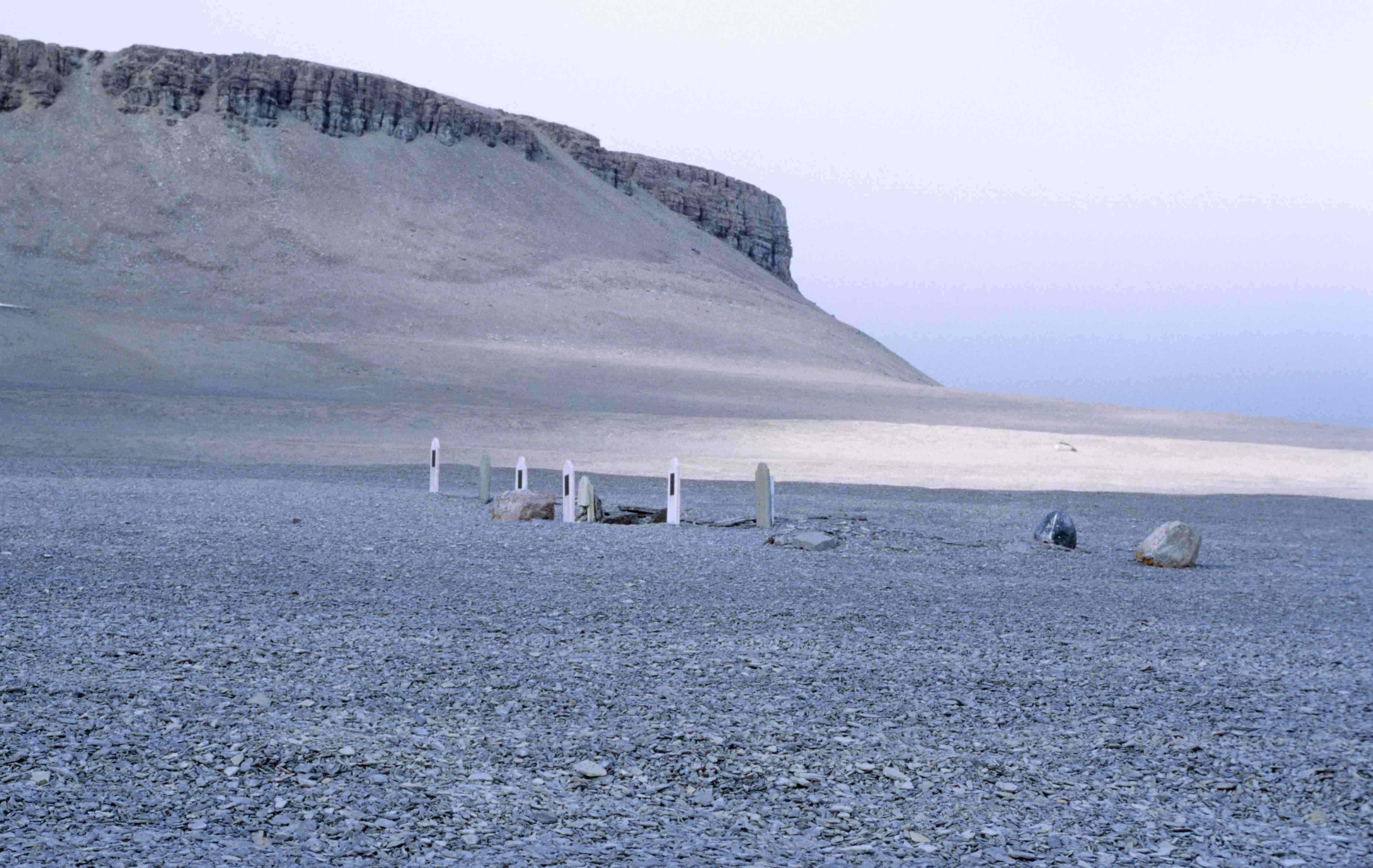
Einsame Gräber von Seeleuten der Franklin-Expedition aus dem Jahr 1845 auf der Beechey-Insel

Knapp 100 Kilometer östlich von Resolute liegt die kleine, Devon Island vorgelagerte Beechey-Insel, auf der John Franklin und seine Leute 1845 auf seiner letzten Expedition überwinterten und ihre ersten Toten begruben. Der magnetische Nordpol liegt nur etwa 500 Kilometer, der geografische Nordpol rund 1.750 Kilometer nördlich der Siedlung.

## Demographie
Der Zensus im Jahr 2016 ergab für die Siedlung eine Bevölkerungszahl von 198 Einwohnern, davon 165 Inuit. Im Jahr 2011 war für die Siedlung noch eine Bevölkerungszahl von 214 Einwohnern angegeben. Dies bedeutet einen Bevölkerungsrückgang von 7,5 %, während die Bevölkerung im Territorium gleichzeitig um 12,7 % anwuchs. Auch im Zensuszeitraum 2006 bis 2011 hatte die Einwohnerzahl bereits, entgegen dem damaligen Trend im Territorium mit einer Zunahme von 8,3 %, um 6,6 % abgenommen.
Für den Zensus 2016 wurde für die Siedlung ein Medianalter von 25,8 Jahren ermittelt. Das Medianalter des Territoriums lag 2016 bei nur 25,1 Jahren. Das Durchschnittsalter lag bei 27,8 Jahren, bzw. bei 27,7 Jahren im Territorium. Zum Zensus 2011 wurde für die Siedlung noch ein Medianalter von 26,5 Jahren ermittelt. Das Medianalter des Territoriums lag 2011 bei nur 24,1 Jahren.

## Tourismus
Resolute Bay und Beechey Island werden ab und an von Kreuzfahrtschiffen auf der Nordwestpassage besucht.

## Wissenschaftliche Forschungsstationen
In der Umgebung der Siedlung Resolute Bay wurden Forschungslabors zum Studium des arktischen Klimas und der Sonnenwind-Aktivität aufgebaut.
Ein Testgelände für künftige Marsexpeditionen befindet sich etwa 164 km nordöstlich von Resolute Bay auf Devon Island (75° 25′ 59,8″ N, 89° 51′ 46,6″ W).

## Verkehr
In der Nähe befindet sich der Flughafen Resolute Bay, der von der Territorialregierung betrieben wird.

## Klimatabelle
|                       | Jan   | Feb   | Mär   | Apr   | Mai   | Jun  | Jul | Aug  | Sep  | Okt   | Nov   | Dez   |   |       |
| Mittl. Tagesmax. (°C) | −28,5 | −29,4 | −27,7 | −19,9 | −7,9  | 1,6  | 6,8 | 4,3  | −2,8 | −12,1 | −20,9 | −25,5 | ⌀ | −13,4 |
| Mittl. Tagesmin. (°C) | −35,8 | −36,7 | −34,9 | −27,3 | −14,3 | −2,9 | 1,3 | −0,5 | −7,3 | −18,5 | −27,9 | −32,7 | ⌀ | −19,7 |
|                       |       |       |       |       |       |      |     |      |      |       |       |       |   |       |
| Niederschlag (mm)     | 4     | 3     | 5     | 6     | 8     | 13   | 23  | 32   | 23   | 13    | 6     | 5     | Σ | 141   |
|                       |       |       |       |       |       |      |     |      |      |       |       |       |   |       |
| Sonnenstunden (h/d)   | 0,0   | 0,7   | 4,7   | 9,4   | 10,0  | 8,7  | 8,9 | 5,2  | 2,0  | 0,9   | 0,0   | 0,0   | ⌀ | 4,2   |
|                       |       |       |       |       |       |      |     |      |      |       |       |       |   |       |
| Luftfeuchtigkeit (%)  | 65    | 65    | 64    | 71    | 82    | 87   | 84  | 88   | 88   | 82    | 71    | 66    | ⌀ | 76,1  |

| −35,8 |

| −36,7 |

| −34,9 |

| −27,3 |

| −14,3 |

| −2,9 |

| 1,3 |

| −0,5 |

| −7,3 |

| −18,5 |

| −27,9 |

| −32,7 |

| −35,8 |

| −36,7 |

| −34,9 |

| −27,3 |

| −14,3 |

| −2,9 |

| 1,3 |

| −0,5 |

| −7,3 |

| −18,5 |

| −27,9 |

| −32,7 |